# Friedrich Lampert
Friedrich Lampert (* 1. Juni 1829 in Ippesheim; † 3. April 1901 ebenda) war ein deutscher evangelischer Pfarrer, Schriftsteller und Politiker.

## Leben
Als Sohn eines Pfarrers geboren, studierte Lamper nach dem Beusch des Ansbacher Gymnasiums Theologie in Erlangen und Leipzig. Während seines Studiums wurde er 1846 Mitglied der Burschenschaft Concordia/Graue Burschenschaft und 1848 der Leipziger Violetten Burschenschaft: 1883 wurde er Ehrenmitglied der Burschenschaft der Bubenreuther. In seiner Leipziger Studentenzeit nahm er 1848 an den Barrikadenkämpfen in Dresden teil. 1856 wurde er Vikar und später als Nachfolger seines Vaters Pfarrer in Ippesheim. Er selbst bezeichnete sich als freisinnig. Von 1869 bis 1893 war er für die Deutsche Fortschrittspartei (Linke) Abgeordneter des Bayerischen Landtags. Er war schriftstellerisch tätig. Unter anderem war er von 1852 bis 1878 Mitarbeiter am Korrespondenten von und für Deutschland.

## Veröffentlichungen (Auswahl)
- Der Fall Magdeburgs. Nürnberg 1861.
- Für's Vaterland. Aus dem Leben eines bayerischen Trompeters. Nördlingen 1872.
- Des Türmers Töchterlein von Rothenburg. Eine Erzählung aus dem Jahre 1631. München 1873, 2. Auflage 1886.
- Anneken von Mönchgut. Ein Erlebniß von der Ostsee. Nördlingen 1881.